# Was?
Was? (Originaltitel: Che?) ist eine italienisch-französisch-deutsche Komödie von Roman Polański aus dem Jahr 1972, welche die Sexfilme der 1970er Jahre parodiert. Es ist zugleich eine Gesellschaftssatire. Die Handlung spielt in einer Küstenstadt in Italien und erzählt die Geschichte einer jungen Amerikanerin, die Zuflucht in einer Villa mit fremden Gästen findet. Dort geht sie eine Beziehung mit einem Ex-Zuhälter ein.

## Handlung
Auf einer Italienreise fährt die hübsche Nancy mit drei Italienern, die versuchen, sie zu vergewaltigen. Nancy kann flüchten und rettet sich mit Hilfe einer kleinen Seilbahn in eine exklusive Villa. Als Nancy mitten in der Nacht ankommt, schlafen alle. Der Hausdiener wird vom Wachhund geweckt und empfängt Nancy ohne Weiteres und ohne nachzufragen. Er zeigt ihr direkt ihr Zimmer, obwohl sie gar nicht erwartet wurde.
Die Menschen, die hier hausen, legen ein merkwürdiges Verhalten an den Tag und sind überwiegend äußerst sexversessen. Nancy erhält von vielen lüsternen Hausbewohnern das Angebot, mit ihnen zu speisen. Sie nimmt jedes Angebot dankend an und wird dabei immer wieder von neuem überrascht. Z.B. als sie einmal zum Essen kommt, findet sie ein Paar vor, das gerade Sex hat – zum vierten bzw. fünften Mal an jenem Tag, wie das Paar selbst behauptet und damit fortfährt. Nicht hinterfragt wird, dass jedes Mal, wenn sie einschläft, ein Kleidungsstück verschwindet. Am Ende trifft Nancy den alten, todkranken Hausherrn. Er bittet sie am Sterbebett, ihm ein paar unverschämt-absurde Gefallen zu tun. Zum Beispiel bittet er Nancy, ihre Brust und ihre Vagina zu zeigen. Zwar zögert sie anfangs, kommt dem Wunsch aber nach. Zum Schluss stirbt er. Nancy läuft vor Schreck davon. Nackt flüchtet sie auf die Ladefläche eines mit Schweinen beladenen Lastwagens, der davonfährt und damit den Film beschließt.

## Synchronisation
| Rolle          | Darsteller           | Deutscher Sprecher |
| -------------- | -------------------- | ------------------ |
| Nancy          | Sydne Rome           | Marion Hartmann    |
| Alex           | Marcello Mastroianni | Michael Cramer     |
| Joseph Noblart | Hugh Griffith        | Klaus W. Krause    |
| Mosquito       | Roman Polański       | Tommi Piper        |
| Catone         | Henning Schlüter     | Henning Schlüter   |
| Diener         | Pietro Tordi         | Erik Jelde         |
| Zimmermädchen  | Nerina Montagnani    | Franziska Liebing  |
| Deutscher      | Mogens von Gadow     | Mogens von Gadow   |
| Deutscher      | Dieter Hallervorden  | Horst Sachtleben   |
| Giovanni       | Romolo Valli         | Paul Bürks         |

## Bemerkungen
Was? wurde in Produzent Carlo Pontis Villa an der Amalfiküste gedreht. Regisseur Roman Polański hat einen kurzen Gastauftritt in der Rolle des Hausbewohners Mosquito. Des Weiteren gibt es einen Kurzauftritt von Dieter Hallervorden als Deutscher. Der Film hat viele Parallelen zu Alice im Wunderland und zum absurden Theater.
Im Jahr 2017 machte die deutsche Schauspielerin Renate Langer öffentlich, Polanski habe sie als Fünfzehnjährige am Set von Was? vergewaltigt. Ihre kleine Rolle im Film habe sie als Entschuldigung dafür erhalten, dass Polanski sie zuvor schon vergewaltigt habe.

## Kritiken
Der amerikanische Filmkritiker Roger Ebert vergab einen halben Stern von vier möglichen. Für ihn war es ein gutes Beispiel dafür, dass wenn ein talentierter Regisseur nur genügend gute Filme mache, ihm irgendwann jemand genügend Geld gäbe, um einen zutiefst schlechten Film zu machen. Was? sähe aus wie das Werk eines verrückten filmischen Genies, das völlig den Verstand verloren habe. Für Ebert stach heraus, dass sich Hauptdarstellerin Sydne Rome über weite Strecken des Films nackt oder leichtbekleidet zeigen musste. Zudem bestätige der Film Eberts Verdacht, dass Polanski eine gehörige Portion Misogynie in sich trage. Vincent Canby schrieb in der New York Times, der Film sei eine Komödie von der Sorte „männliches chauvinistisches Schwein“.
Die deutsche Filmzeitschrift Filmdienst bewertete Was? hingegen positiv und schrieb dazu: „Roman Polanski schildert bürgerliche Dekadenz, die notdürftig von sexuellen Interessen am Leben gehalten wird. Eine episodenhafte Gesellschaftssatire in brillanter Inszenierung; überwiegend provokativ und bösartig.“